# Phaonia fusciaurea
Phaonia fusciaurea este o specie de muște din genul Phaonia, familia Muscidae, descrisă de Xue și Feng în anul 1986. Conform Catalogue of Life specia Phaonia fusciaurea nu are subspecii cunoscute.